# Unidade astronômica
A unidade astronômica (português brasileiro) ou unidade astronómica (português europeu)  (símbolo: au, au, AU) é uma unidade de comprimento, aproximadamente a distância da Terra ao Sol e igual a cerca de 150 milhões de quilômetros ou ~8 minutos-luz. A distância real varia em cerca de 3% conforme a Terra orbita o Sol, de um máximo (afélio) a um mínimo (periélio) e vice-versa uma vez a cada ano. A unidade astronômica foi originalmente concebida como a média do afélio e periélio da Terra; no entanto, desde 2012, foi definido exatamente como 149597870700 m (veja abaixo várias conversões).
A unidade astronômica é usada principalmente para medir distâncias dentro do Sistema Solar ou em torno de outras estrelas. É também um componente fundamental na definição de outra unidade de comprimento astronômico, o parsec.

## História de uso do símbolo
Uma variedade de símbolos e abreviações de unidades têm sido usados para a unidade astronômica. Em uma resolução de 1976, a União Astronômica Internacional (UAI) usou o símbolo A para denotar um comprimento igual à unidade astronômica. Na literatura astronômica, o símbolo AU era (e continua sendo) comum. Em 2006, o Escritório Internacional de Pesos e Medidas (BIPM) recomendou au como o símbolo da unidade. No anexo C não normativo da ISO 80000-3:2006 (agora retirado), o símbolo da unidade astronômica era "au".
Em 2012, a UAI, observando "que vários símbolos estão atualmente em uso para a unidade astronômica", recomendou o uso do símbolo "au". As revistas científicas publicadas pela American Astronomical Society e a Royal Astronomical Society posteriormente adotaram este símbolo. Na revisão de 2014 e na edição de 2019 da SI Brochure, o BIPM usou o símbolo de unidade "au". A ISO 80000-3:2019, que substitui a ISO 80000-3:2006, não menciona a unidade astronômica.

## Desenvolvimento de definição de unidade
A órbita da Terra em torno do Sol é uma elipse. O semieixo maior dessa órbita elíptica é definido como a metade do segmento de linha reta que une o periélio e o afélio. O centro do Sol encontra-se neste segmento de linha reta, mas não em seu ponto médio. Como as elipses são formas bem conhecidas, medir os pontos de seus extremos definia a forma exata matematicamente e tornava possíveis cálculos para toda a órbita, bem como previsões baseadas na observação. Além disso, mapeou exatamente a maior distância em linha reta que a Terra atravessa ao longo de um ano, definindo tempos e locais para observar a maior paralaxe (mudanças aparentes de posição) em estrelas próximas. Conhecer o deslocamento da Terra e o deslocamento de uma estrela permitiu que a distância da estrela fosse calculada. Mas todas as medições estão sujeitas a algum grau de erro ou incerteza, e as incertezas no comprimento da unidade astronômica apenas aumentaram as incertezas nas distâncias estelares. Melhorias na precisão sempre foram a chave para melhorar a compreensão astronômica. Ao longo do século XX, as medições tornaram-se cada vez mais precisas e sofisticadas, e cada vez mais dependentes da observação precisa dos efeitos descritos pela teoria da relatividade de Albert Einstein e das ferramentas matemáticas que ela usava.
As medidas de melhoria eram continuamente verificadas e cruzadas por meio de um melhor entendimento das leis da mecânica celeste, que governam os movimentos dos objetos no espaço. As posições e distâncias esperadas de objetos em um tempo estabelecido são calculadas (em au) a partir dessas leis e reunidas em uma coleção de dados chamada efeméride. O Sistema HORIZONS do Jet Propulsion Laboratory da NASA fornece um dos vários serviços de computação de efemérides.
Em 1976, para estabelecer uma medida ainda mais precisa para a unidade astronômica, a União Astronómica Internacional (UAI) adotou formalmente uma nova definição. Embora diretamente baseada nas melhores medições observacionais disponíveis, a definição foi reformulada em termos das melhores derivações matemáticas da mecânica celeste e efemérides planetárias. Afirmou que "a unidade astronômica de comprimento é aquele comprimento (A) para o qual a constante gravitacional gaussiana (k) assume o valor 0.01720209895 quando as unidades de medida são as unidades astronômicas de comprimento, massa e tempo." Equivalentemente, por esta definição, um au é "o raio de uma órbita newtoniana circular imperturbada em torno do sol de uma partícula com massa infinitesimal, movendo-se com uma frequência angular de 0.01720209895 radianos por dia"; ou alternativamente aquele comprimento para o qual a constante gravitacional heliocêntrica (o produto GM☉) é igual a (0.01720209895)2 au3/d2, quando o comprimento é usado para descrever as posições dos objetos no Sistema Solar.
Explorações posteriores do Sistema Solar por sondas espaciais tornaram possível obter medidas precisas das posições relativas dos planetas internos e de outros objetos por meio de radar e telemetria. Como acontece com todas as medições de radar, elas dependem da medição do tempo que os fótons levam para serem refletidos de um objeto. Como todos os fótons se movem na velocidade da luz no vácuo, uma constante fundamental do universo, a distância de um objeto da sonda é calculada como o produto da velocidade da luz e o tempo medido. No entanto, para precisão, os cálculos requerem ajustes para coisas como os movimentos da sonda e do objeto enquanto os fótons estão transitando. Além disso, a medição do próprio tempo deve ser traduzida para uma escala padrão que contabilize a dilatação relativística do tempo. A comparação das posições das efemérides com medidas de tempo expressas em Barycentric Dynamical Time (TDB) leva a um valor para a velocidade da luz em unidades astronômicas por dia (de 86400 s). Em 2009, o UAI atualizou suas medidas padrão para refletir as melhorias e calculou a velocidade da luz em 173.1446326847(69) au/d (TDB).
Em 1983, o CIPM modificou o Sistema Internacional de Unidades (SI) para tornar o metro definido como a distância percorrida no vácuo pela luz em 1 / 299792458 segundo. Isso substituiu a definição anterior, válida entre 1960 e 1983, de que o metro equivalia a um certo número de comprimentos de onda de uma determinada linha de emissão de criptônio-86. (O motivo da mudança foi um método aprimorado de medir a velocidade da luz.) A velocidade da luz poderia então ser expressa exatamente como c0 = 299792458 m/s, um padrão também adotado pelos padrões numéricos IERS. A partir desta definição e do padrão UAI de 2009, o tempo para a luz atravessar uma unidade astronômica é τA = 499.0047838061±0.00000001 s, que é um pouco mais de 8 minutos e 19 segundos. Por multiplicação, a melhor estimativa da UAI de 2009 foi A = c0τA = 149597870700±3 m, com base em uma comparação de efemérides da Jet Propulsion Laboratory e IAA–RAS.
Em 2006, o Escritório Internacional de Pesos e Medidas (BIPM) relatou um valor da unidade astronômica como 1.49597870691(6)×1011 m. Na revisão de 2014 da SI Brochure, o BIPM reconheceu a redefinição da unidade astronômica da UAI em 2012 como 149597870700 m.
Essa estimativa ainda era derivada de observações e medições sujeitas a erros e com base em técnicas que ainda não padronizavam todos os efeitos relativísticos e, portanto, não eram constantes para todos os observadores. Em 2012, descobrindo que a equalização da relatividade por si só tornaria a definição excessivamente complexa, a UAI simplesmente usou a estimativa de 2009 para redefinir a unidade astronômica como uma unidade convencional de comprimento diretamente ligada ao metro (exatamente 149597870700 m). A nova definição também reconhece como consequência que a unidade astronômica passa a ter um papel de reduzida importância, limitado em seu uso ao de conveniência em algumas aplicações.
| 1 unidade astronômica | = 149597870700 metros (por definição)  |
| 1 unidade astronômica | = 149597870.7 quilômetros (exatamente) |
| 1 unidade astronômica | ≈ 92955807.273 milhas                  |
| 1 unidade astronômica | ≈ 49900478384 segundos-luz             |
| 1 unidade astronômica | ≈ 83167463973 minutos-luz              |
| 1 unidade astronômica | ≈ 1.58125074098×10−5 anos-luz          |
| 1 unidade astronômica | ≈ 4.848368111×10−6 parsecs             |
Esta definição torna a velocidade da luz, definida como exatamente 299792458 m/s, igual a exatamente 299792458 × 86400 ÷ 149597870700 ou cerca de 173.144632674240 au/d, cerca de 60 partes por trilhão menos do que a estimativa de 2009.

## Uso e significado
Com as definições usadas antes de 2012, a unidade astronômica era dependente da constante gravitacional heliocêntrica, que é o produto da constante gravitacional, G, e da massa solar, M☉. Nem G nem M☉ podem ser medidos com alta precisão separadamente, mas o valor de seu produto é conhecido com muita precisão pela observação das posições relativas dos planetas (Terceira Lei de Kepler expressa em termos de gravitação newtoniana). Apenas o produto é necessário para calcular as posições planetárias de uma efeméride, portanto, as efemérides são calculadas em unidades astronômicas e não em unidades SI.
O cálculo de efemérides também requer uma consideração dos efeitos da relatividade geral. Em particular, os intervalos de tempo medidos na superfície da Terra (Tempo Terrestre, TT) não são constantes quando comparados com os movimentos dos planetas: o segundo terrestre (TT) parece ser mais longo perto de janeiro e mais curto perto de julho quando comparado com o "segundo planetário" (medido convencionalmente em TDB). Isso ocorre porque a distância entre a Terra e o Sol não é fixa (varia entre 0.9832898912 e 1.0167103335 au) e, quando a Terra está mais próxima do Sol (periélio), o campo gravitacional do Sol é mais forte e a Terra se move mais rápido ao longo de seu caminho orbital. Como o metro é definido em termos de segundos e a velocidade da luz é constante para todos os observadores, o metro terrestre parece mudar de comprimento em comparação com o "metro planetário" periodicamente.
O metro é definido como uma unidade de comprimento adequado, mas a definição do SI não especifica o tensor métrico a ser usado para determiná-lo. De fato, o Comitê Internacional de Pesos e Medidas (CIPM) observa que "sua definição se aplica apenas dentro de uma extensão espacial suficientemente pequena para que os efeitos da não uniformidade do campo gravitacional possam ser ignorados". Como tal, o medidor é indefinido para fins de medição de distâncias dentro do Sistema Solar. A definição de 1976 da unidade astronômica estava incompleta porque não especificou o quadro de referência no qual o tempo deve ser medido, mas provou ser prático para o cálculo de efemérides: uma definição mais completa que é consistente com a relatividade geral foi proposta, e um "debate vigoroso" seguiu até agosto de 2012, quando a UAI adotou a definição atual de 1 unidade astronômica = 149597870700 metros.
A unidade astronômica é normalmente usada para distâncias de escala do sistema estelar, como o tamanho de um disco protoestelar ou a distância heliocêntrica de um asteroide, enquanto outras unidades são usadas para outras distâncias em astronomia. A unidade astronômica é muito pequena para ser conveniente para distâncias interestelares, onde o parsec e o ano-luz são amplamente usados. O parsec (paralaxe de arco de segundo) é definido em termos da unidade astronômica, sendo a distância de um objeto com paralaxe de 1″. O ano-luz é frequentemente usado em trabalhos populares, mas não é uma unidade aprovada não SI e raramente é usado por astrônomos profissionais.
Ao simular um modelo numérico do Sistema Solar, a unidade astronômica fornece uma escala apropriada que minimiza (estouro, estouro negativo e truncamento) erros em cálculos de ponto flutuante.

## Historia
O livro On the Sizes and Distances of the Sun and Moon, que é atribuído a Aristarco de Samos, diz que a distância ao Sol é de 18 a 20 vezes a distância da Lua, enquanto a verdadeira proporção é de cerca de 389.174. A última estimativa foi baseada no ângulo entre a meia-Lua e o Sol, que ele estimou em 87° (o valor verdadeiro sendo próximo a 89.853°). Dependendo da distância que van Helden presume que Aristarco usou para a distância até a Lua, sua distância calculada até o Sol cairia entre 380 e 1.520 raios da Terra.
De acordo com Eusébio de Cesareia no Praeparatio Evangelica (Livro XV, Capítulo 53), Eratóstenes descobriu que a distância até o Sol era "σταδιων μυριαδας τετρακοσιας και οκτωκισμυριας" (literalmente "de miríades de stadia 400 e 80000") mas com a nota adicional de que no texto grego a concordância gramatical é entre miríades (não stadia) por um lado 400 e por outro 80 000, como no grego, ao contrário do inglês, todos os três (ou todos os quatro se um fosse incluir stadia) as palavras são flexionadas. Isso foi traduzido como 4080000 stadia (tradução de 1903 por Edwin Hamilton Gifford) ou como 804000000 stadia (edição de Édourad des Places, datada de 1974–1991). Usando o stadia grego de 185 a 190 metros, a tradução anterior chega a 754800 km a 775200 km, o que é muito baixo, enquanto a segunda tradução chega a 148.7 a 152.8 milhões de quilômetros (precisão de 2%). Hiparco também deu uma estimativa da distância da Terra ao Sol, citada por Papo de Alexandria como igual a 490 raios da Terra. De acordo com as reconstruções conjecturais de Noel Swerdlow e Gerald J. Toomer, isso foi derivado de sua suposição de uma paralaxe solar "menos perceptível" de 7′.
Um tratado matemático chinês, o Zhoubi Suanjing (c. Século I a.C.), mostra como a distância ao Sol pode ser calculada geometricamente, usando os diferentes comprimentos das sombras do meio-dia observadas em três lugares separados por 1.000 li e a suposição de que a Terra é plana.
| Distância ao Sol estimada por                          | Estimativa     | Estimativa     | Em AU       |
| Distância ao Sol estimada por                          | Paralaxe solar | Raio terrestre | Em AU       |
| ------------------------------------------------------ | -------------- | -------------- | ----------- |
| Aristarco (século III a.C.) (em On Sizes)              | 13′ 24″–7′ 12″ | 256.5–477.8    | 0.011–0.020 |
| Arquimedes (século III a.C.) (em The Sand Reckoner)    | 21″            | 10000          | 0.426       |
| Hiparco (século II a.C.)                               | 7′             | 490            | 0.021       |
| Posidónio (século I a.C.) (citado por coevo Cleomedes) | 21″            | 10000          | 0.426       |
| Ptolemeu (século II)                                   | 2′ 50″         | 1,210          | 0.052       |
| Godefroy Wendelin (1635)                               | 15″            | 14000          | 0.597       |
| Jeremiah Horrocks (1639)                               | 15″            | 14000          | 0.597       |
| Christiaan Huygens (1659)                              | 8.2″           | 25086          | 1.068       |
| Cassini & Richer (1672)                                | 9.5″           | 21700          | 0.925       |
| Flamsteed (1672)                                       | 9.5″           | 21700          | 0.925       |
| Jérôme Lalande (1771)                                  | 8.6″           | 24000          | 1.023       |
| Simon Newcomb (1895)                                   | 8.80″          | 23440          | 0.9994      |
| Arthur Hinks (1909)                                    | 8.807″         | 23420          | 0.9985      |
| H. Spencer Jones (1941)                                | 8.790″         | 23466          | 1.0005      |
| Astronomia moderna                                     | 8.794143″      | 23455          | 1.0000      |

No século II, Ptolomeu estimou a distância média do Sol em 1.210 vezes o raio da Terra. Para determinar esse valor, Ptolomeu começou medindo a paralaxe da Lua, encontrando o que equivalia a uma paralaxe lunar horizontal de 1° 26′, que era muito grande. Ele então derivou uma distância lunar máxima de 64⁠1/6⁠ raios da Terra. Por causa de erros de cancelamento em sua figura paralaxe, sua teoria da órbita da Lua e outros fatores, esta figura estava aproximadamente correta. Ele então mediu os tamanhos aparentes do Sol e da Lua e concluiu que o diâmetro aparente do Sol era igual ao diâmetro aparente da Lua na maior distância da Lua, e a partir de registros de eclipses lunares, ele estimou este diâmetro aparente, como bem como o diâmetro aparente do cone de sombra da Terra atravessado pela Lua durante um eclipse lunar. Com esses dados, a distância do Sol da Terra pode ser calculada trigonometricamente em 1.210 raios da Terra. Isso dá uma razão entre a distância solar e lunar de aproximadamente 19, correspondendo à figura de Aristarco. Embora o procedimento de Ptolomeu seja teoricamente viável, ele é muito sensível a pequenas mudanças nos dados, tanto que alterar uma medida em alguns por cento pode tornar a distância solar infinita.
Depois que a astronomia grega foi transmitida ao mundo islâmico medieval, os astrônomos fizeram algumas mudanças no modelo cosmológico de Ptolomeu, mas não mudaram muito sua estimativa da distância Terra-Sol. Por exemplo, em sua introdução à astronomia ptolomaica, Alfragano deu uma distância solar média de 1.170 raios terrestres, enquanto em seu zij, Albatani usou uma distância solar média de 1.108 raios terrestres. Astrônomos subsequentes, como Albiruni, usaram valores semelhantes. Mais tarde, na Europa, Nicolau Copérnico e Tycho Brahe também usaram números comparáveis (1.142 e 1.150 raios da Terra) e, portanto, a distância Terra-Sol aproximada de Ptolomeu sobreviveu até o século XVI.
Johannes Kepler foi o primeiro a perceber que a estimativa de Ptolomeu deve ser significativamente baixa demais (de acordo com Kepler, pelo menos por um fator de três) em suas Rudolphine Tables (1627). As leis de Kepler do movimento planetário permitiram aos astrônomos calcular as distâncias relativas dos planetas ao Sol, e reacendeu o interesse em medir o valor absoluto da Terra (que poderia então ser aplicado aos outros planetas). A invenção do telescópio permitiu medições de ângulos muito mais precisas do que é possível a olho nu. O astrônomo flamengo Godefroy Wendelin repetiu as medições de Aristarco em 1635 e descobriu que o valor de Ptolomeu era muito baixo por um fator de pelo menos onze.
Uma estimativa um pouco mais precisa pode ser obtida observando o trânsito de Vênus. Ao medir o trânsito em dois locais diferentes, pode-se calcular com precisão a paralaxe de Vênus e da distância relativa da Terra e Vênus ao Sol, a paralaxe solar α (que não pode ser medida diretamente devido ao brilho do Sol). Jeremiah Horrocks tentou produzir uma estimativa com base em sua observação do trânsito de 1639 (publicada em 1662), dando uma paralaxe solar de 15″, semelhante à figura de Vendelino. A paralaxe solar está relacionada à distância Terra-Sol medida em raios da Terra por
{\displaystyle A=\cot \alpha \approx 1\,{\textrm {radian}}/\alpha .}
Quanto menor for a paralaxe solar, maior será a distância entre o Sol e a Terra: uma paralaxe solar de 15″ é equivalente a uma distância Terra-Sol de 13750 raios da Terra.
Christiaan Huygens acreditava que a distância era ainda maior: comparando os tamanhos aparentes de Vênus e Marte, ele estimou um valor de cerca de 24 000 raios da Terra, equivalente a uma paralaxe solar de 8.6″. Embora a estimativa de Huygens seja notavelmente próxima aos valores modernos, ela é frequentemente desconsiderada pelos historiadores da astronomia por causa das muitas suposições não comprovadas (e incorretas) que ele teve de fazer para que seu método funcionasse; a precisão de seu valor parece se basear mais na sorte do que na boa medição, com seus vários erros se anulando mutuamente.

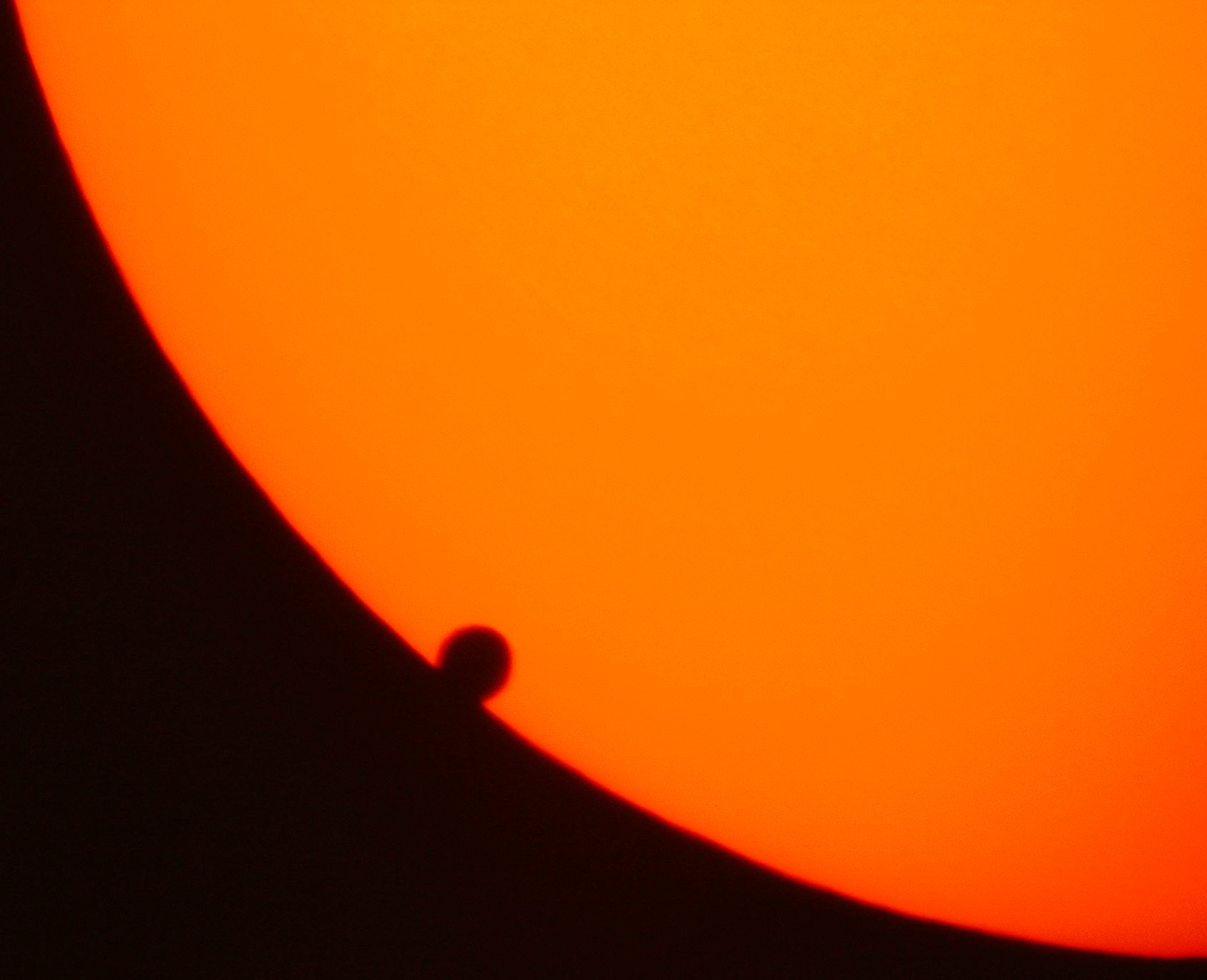
Os trânsitos de Vênus pela face do Sol foram, por muito tempo, o melhor método de medição da unidade astronômica, apesar das dificuldades (aqui, o chamado "Efeito gota negra") e da raridade das observações

Jean Richer e Giovanni Domenico Cassini mediram a paralaxe de Marte entre Paris, na Frença e Caiena, na Guiana Francesa, quando Marte estava mais próximo da Terra em 1672. Eles chegaram a um valor para a paralaxe solar de 9.5″, equivalente a uma distância Terra-Sol de cerca de 22 000 raios da Terra. Eles também foram os primeiros astrônomos a ter acesso a um valor preciso e confiável para o raio da Terra, que foi medido por seu colega Jean-Felix Picard em 1669 como 3269000 toesas. Nesse mesmo ano, viu outra estimativa para a unidade astronômica feita por John Flamsteed, que a realizou sozinho medindo a paralaxe diurna de Marte. Outro colega, Ole Rømer, descobriu a velocidade finita da luz em 1676: a velocidade era tão grande que normalmente era citada como o tempo necessário para a luz viajar do Sol até a Terra, ou "tempo de luz por unidade de distância", uma convenção que ainda é seguida pelos astrônomos hoje.
Um método melhor para observar os trânsitos de Vênus foi desenvolvido por James Gregory e publicado em seu Optica Promata (1663). Foi fortemente defendida por Edmond Halley e foi aplicada aos trânsitos de Vênus observados em 1761 e 1769, e novamente em 1874 e 1882. Trânsitos de Vênus ocorrem em pares, mas menos de um par a cada século, e observar os trânsitos em 1761 e 1769 foi uma operação científica internacional sem precedentes, incluindo observações de James Cook e Charles Green no Taiti, na Polinésia Francesa. Apesar da Guerra dos Sete Anos, dezenas de astrônomos foram enviados para pontos de observação ao redor do mundo com grande custo e perigo pessoal: vários deles morreram. Vários resultados foram compilados por Jérôme Lalande para dar um valor para a paralaxe solar de 8.6″. Karl Rudolph Powalky havia feito uma estimativa de 8.83″ em 1864.
| Data | Método     | A/Gm          | Incerteza   |
| ---- | ---------- | ------------- | ----------- |
| 1895 | aberração  | 149.25        | 0.12        |
| 1941 | paralaxe   | 149.674       | 0.016       |
| 1964 | radar      | 149.5981      | 0.001       |
| 1976 | telemetria | 149.597870    | 0.000001    |
| 2009 | telemetria | 149.597870700 | 0.000000003 |

Outro método envolvia determinar a constante de aberração. Simon Newcomb deu grande peso a este método ao derivar seu valor amplamente aceito de 8.80″ para a paralaxe solar (próximo ao valor atual de 8.794143″), embora Newcomb também tenha usado dados dos trânsitos de Vênus. Newcomb também colaborou com Albert Abraham Michelson para medir a velocidade da luz com equipamentos baseados em terra; combinada com a constante de aberração (que está relacionada ao tempo de luz por unidade de distância), deu a primeira medição direta da distância Terra-Sol em quilômetros. O valor de Newcomb para a paralaxe solar (e para a constante de aberração e a constante gravitacional gaussiana) foram incorporados ao primeiro sistema internacional de constantes astronômicas em 1896, que permaneceu no local para o cálculo de efemérides até 1964. O nome "unidade astronômica" parece ter sido usado pela primeira vez em 1903.
A descoberta do asteroide 433 Eros próximo à Terra e sua passagem perto da Terra em 1900–1901 permitiu uma melhoria considerável na medição de paralaxe. Outro projeto internacional para medir a paralaxe de 433 Eros foi realizado em 1930–1931.
Medições diretas de radar das distâncias a Vênus e Marte tornaram-se disponíveis no início dos anos 1960. Junto com medições aprimoradas da velocidade da luz, eles mostraram que os valores de Newcomb para a paralaxe solar e a constante de aberração eram inconsistentes entre si.

## Desenvolvimentos

A unidade astronômica é usada como a linha de base do triângulo para medir paralaxes estelares (as distâncias na imagem não estão em escala)

A unidade de distância A (o valor da unidade astronômica em metros) pode ser expressa em termos de outras constantes astronômicas:
{\displaystyle A^{3}={\frac {GM_{\odot }D^{2}}{k^{2}}}}
Onde G é a constante gravitacional newtoniana, M☉ é a massa solar, k é o valor numérico da constante gravitacional gaussiana e D é o período de tempo de um dia. O Sol está constantemente perdendo massa ao irradiar energia, então as órbitas dos planetas estão constantemente se expandindo para fora do Sol. Isso levou a apelos para abandonar a unidade astronômica como unidade de medida.
Como a velocidade da luz tem um valor definido exato em unidades SI e a constante gravitacional gaussiana k é fixada no sistema astronômico de unidades, medir o tempo de luz por unidade de distância é exatamente equivalente a medir o produto G×M☉ em unidades SI. Portanto, é possível construir efemérides inteiramente em unidades SI, o que está se tornando cada vez mais a norma.
Uma análise de 2004 das medidas radiométricas no Sistema Solar interno sugeriu que a variação secular na distância da unidade foi muito maior do que pode ser explicado pela radiação solar, +15±4 metros por século.
As medidas das variações seculares da unidade astronômica não são confirmadas por outros autores e são bastante controversas. Além disso, desde 2010, a unidade astronômica não é estimada pelas efemérides planetárias.

## Exemplos
A tabela a seguir contém algumas distâncias fornecidas em unidades astronômicas. Inclui alguns exemplos com distâncias que normalmente não são fornecidas em unidades astronômicas, porque são muito curtas ou muito longas. As distâncias normalmente mudam com o tempo. Os exemplos são listados aumentando a distância.
| Objeto | Comprimento ou distância (AU) | Alcance | Comentário e ponto de referência | Refs         |
| --- | ----------------------------- | ------- | --- | ------------ |
| Segundo-luz | 0.002                         | –       | distância que a luz viaja em um segundo | –            |
| Distância lunar | 0.0026                        | –       | distância média da Terra (que as missões Apollo levaram cerca de 3 dias para viajar)                                                                                             | –            |
| Raio solar | 0.005                         | –       | raio do Sol (695500 km, cem vezes o raio da Terra ou dez vezes o raio médio de Júpiter)                                                                                          | –            |
| Minuto-luz | 0.12                          | –       | distância que a luz viaja em um minuto | –            |
| Mercúrio | 0.39                          | –       | distância média do Sol | –            |
| Vênus | 0.72                          | –       | distância média do Sol | –            |
| Terra | 1.00                          | –       | distância média da órbita da Terra ao Sol (a luz do Sol viaja por 8 minutos e 19 segundos antes de chegar à Terra)                                                               | –            |
| Marte | 1.52                          | –       | distância média do Sol | –            |
| Júpiter | 5.2                           | –       | distância média do Sol | –            |
| Hora-luz | 7.2                           | –       | distância que a luz viaja em uma hora | –            |
| Saturno | 9.5                           | –       | distância média do Sol | –            |
| Urano | 19.2                          | –       | distância média do Sol | –            |
| Cinturão de Kuiper | 30                            | –       | A borda interna começa em aproximadamente 30 AU | [ 58 ]       |
| Netuno | 30.1                          | –       | distância média do Sol | –            |
| Éris | 67.8                          | –       | distância média do Sol | –            |
| Voyager 2 | 122                           | –       | distância do Sol em 2019 | [ 59 ]       |
| Voyager 1 | 149                           | –       | distância do Sol em 2020 | [ 59 ]       |
| Dia-luz | 173                           | –       | distância que a luz viaja em um dia | –            |
| Ano-luz | 63241                         | –       | distância percorrida pela luz em um ano juliano (365.25 dias) | –            |
| Nuvem de Oort | 75000                         | ± 25000 | distância do limite externo da Nuvem de Oort ao Sol (estimado, corresponde a 1.2 anos-luz)                                                                                       | –            |
| Parsec | 206265                        | –       | um parsec. O parsec é definido em termos da unidade astronômica, é usado para medir distâncias além do escopo do Sistema Solar e tem cerca de 3.26 anos-luz: 1 pc = 1 au/tan(1″) | [ 5 ] [ 60 ] |
| Proxima Centauri | 268000                        | ± 126   | distância até a estrela mais próxima do Sistema Solar | –            |
| Centro da Via Láctea | 1700000                       | –       | distância do Sol ao centro da Via Láctea | –            |
| Nota: os números nesta tabela são geralmente arredondados, estimativas, geralmente estimativas aproximadas, e podem diferir consideravelmente de outras fontes. A tabela também inclui outras unidades de comprimento para comparação. |                               |         | |              |

## Leitura Adicional
- Williams, D.; Davies, R. D. (1968). «A radio method for determining the astronomical unit». Monthly Notices of the Royal Astronomical Society. 140 (4): 537. Bibcode:1968MNRAS.140..537W. doi:10.1093/mnras/140.4.537